# Mallinckrodt Pharmaceuticals
Mallinckrodt Pharmaceuticals is een internationaal bedrijf dat farmaceutische producten levert. Tot 2017 ging het onder meer om opioïde pijnstillers en radio-isotopen voor medisch gebruik. Het hoofdkantoor is gevestigd in Dublin (Ierland), en het bedrijf heeft vestigingen en productielocaties in de VS en Europa (onder meer in Nederland en België).
Mallinckrodt werd opgericht in 1867 in de Verenigde Staten, en introduceerde in 1913 bariumsulfaat als contrastmiddel voor radiodiagnostiek. In 2000 werd het bedrijf aangekocht door Tyco International. Het werd vervolgens onderdeel van het van Tyco International afgesplitste Covidien. In 2013 werd een deel van Covidien weer als Mallinckrodt Pharmaceuticals afgesplitst. In 2017 verkocht Mallinckrodt haar bedrijfstak voor nucleaire geneeskunde. Dit onderdeel werd samengevoegd met IBA Molecular (Parijs),  deze nucleaire-geneesmiddelen-combinatie ging verder onder de naam 'Curium'.
De vestiging in Petten nabij de kernreactoren daar maakte onderdeel uit van Mallinckrodt en werd in 2017 onderdeel van Curium. Productie van isotopen vindt onder meer plaats bij de hogefluxreactor van NRG in Petten. Curium maakt alleen nog gebruik van laagverrijkt uranium. Het beperken van het gebruik van hoogverrijkt uranium was een van de stappen die gezet werden om de risico's op proliferatie van splijtbaar materiaal te beperken.

## Prijsopdrijving
In 2018 kwam Mallinkrodt in het nieuws na publicatie van een artikel op de website van CNN waarin de anti-competitieve praktijken van het bedrijf op het gebied van het medicijn Acthar werden uitgelicht. Het bedrijf weert concurrenten van de Amerikaanse markt door het opkopen van de makers van - en de rechten op - alternatieve medicijnen zoals Synacthen, de prijs van dat medicijn werd 97000% verhoogd, van 40 dollar per dosis in 2001 naar 23.000 dollar per dosis in 2018. 
Acthar is eerste keuze bij de behandeling van een aantal enstige aandoeningen. Vanwege de prijs wordt vaak noodgedwongen uitgeweken naar een tweede keus middel zoals prednisolon.
Acthar is verantwoordelijk voor ongeveer 30% van het totale inkomen van Mallinkrodt.

## Noot
1. ↑  Brief van drie Amerikaanse wetenschappers aan de Nederlandse minister Timmermans van Buitenlandse Zaken.
2. ↑  (en) Drash, Wayne, "Anatomy of a 97,000% drug price hike: One family's fight to save their son", CNN, 29-06-2018. Gearchiveerd op 29 juni 2018. Geraadpleegd op 29-06-2018.
3. ↑  (en) "Mallinkrodt Form 10Q - Q2 2016", Mallinkrodt, 29-07-2016. Gearchiveerd op 1 juli 2018. Geraadpleegd op 29-06-2018.